# سيسكال

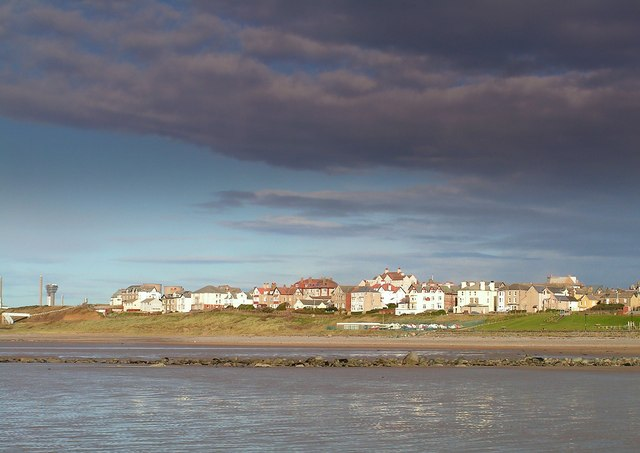
قرية سيسكال

سيسكال هي قرية و أبرشية مدنية على ساحل البحر الأيرلندي من كمبريا في شمال غرب انجلترا.

## الحكم
يوجد جناح انتخابي بنفس الاسم. يمتد هذا الجناح إلى سكافيل بايك ويبلغ عدد سكانها 2823 نسمة حسب إحصاء 2011.

## وسائل النقل
تقع القرية على مقربة من الطريق السريع A595 وتخدمها محطة السكك الحديدية سيسكال وتسمى الآن خط ساحل كومبريان.

## الأدب
قام الكاتب الشهير جورج جيسينج بتأليف جزءًا من من رواياته، «المرأة الغريبة»، على سيسكال حيث زارها الكاتب لأول مرة في عام 1868 وهو شاب، وعلى الرغم من أنه زار سيسيكال والبحيرات حوالي أربع مرات، إلا أنها تركت له انطباعًا هائلاً.

## إطلاق النار
في 2 يونيو 2010 أصبحت المنطقة مركزًا للبحث بعد أن قام رجل مسلح بالاعتداء في كمبريا. وتم التعرف على المسلح حيث قتل اثنا عشر شخصا وجرح أحد عشر آخرين قبل أن يقتل نفسه.

## وصلات خارجية
- Seascale at visitcumbria.com
- Reminiscences of an atom kid from The Guardian newspaper
- Gissing Society newsletter 1980